# 库夫拉
24°11′N 23°17′E / 24.183°N 23.283°E
库夫拉（阿拉伯语：‎）是位于利比亚东南部库夫拉省境内库夫拉绿洲里的一座城市。